# Arcade (Arcade)
Arcade è il primo album in studio dell'omonimo gruppo musicale statunitense, pubblicato nel 1993 dalla One Way Records.

## Tracce
1. Dancin' With the Angels – 4:03 (Stephen Pearcy, Fred Coury)
2. Nothin' to Lose – 4:35 (Pearcy, Jim Vallance)
3. Calm Before the Storm – 4:03 (Pearcy, Coury, Johnny Angel, Vallance)
4. Cry No More – 5:32 (Pearcy, Coury, Angel)
5. Screamin' S.O.S. – 3:35 (Pearcy)
6. Never Goin' Home – 3:40 (Pearcy, Vallance)
7. Messed Up World – 3:56 (Pearcy, Coury, Angel)
8. All Shook Up – 3:37 (Pearcy, Coury, Angel)
9. So Good... So Bad... – 4:35 (Pearcy, Coury, Angel, Vallance)
10. Livin' Dangerously – 3:13 (Pearcy, Coury, Angel)
11. Sons and Daughters – 1:52 (Pearcy)
12. Mother Blues – 3:10 (Pearcy)

Traccia bonus dell'edizione giapponese
1. Reckless – 3:25 (Pearcy, Christopher Hager)

## Formazione
- Stephen Pearcy – voce
- Donny Syracuse – chitarra
- Frankie Wilsex – chitarra
- Michael Andrews – basso
- Fred Coury – batteria